# Century Media Records
Century Media Records – wytwórnia płytowa z oddziałami w Niemczech, Anglii i Stanach Zjednoczonych.
Wytwórnia została założona w 1988 roku w Dortmundzie przez Roberta Kampfa, który zamierzał wydawać na rynku muzycznym swój własny zespół Despair. Wytwórnia specjalizuje się w odmianach metalu: power metalu, death metalu, black metalu, gothic metalu oraz metalcore i hardcore i pokrewnych gatunkach. Nakładem Century Media Records ukazały się nagrania m.in. takich zespołów jak: Lacuna Coil, The Gathering, Dream Evil, Iced Earth, Nevermore, Behemoth, Moonspell, In This Moment oraz Arch Enemy.
W latach 1994–1999 firma prowadziła skoncentrowany na muzyce blackmetalowej oddział pod nazwą Century Black Records. Kolejnym, działającym w latach 2002–2007 poddziałem była oficyna Abacus Records, której działalność była skoncentrowana na muzyce z nurtu metalcore. W 2003 roku Century Media Records nabyła wytwórnię muzyczną Olympic Recordings, która funkcjonowała jako jej pododdział do 2005 roku. W 2014 roku wytwórnia utworzyła specjalizujący się w muzyce rockowej pododdział - Another Century Records.
W 2015 roku wytwórnię nabył koncern Sony Music Entertainment.